# Rosans
Rosans település Franciaországban, Hautes-Alpes megyében. Lakosainak száma 496 fő (2022. január 1.). Rosans Moydans, Saint-André-de-Rosans, Cornillac, Lemps, Montferrand-la-Fare, Pommerol, Verclause és Valdoule községekkel határos.

## Népesség
A település népessége az elmúlt években az alábbi módon változott:
| Lakosok száma | 488  | 502  | 506  | 521  | 505  | 492  | 468  | 469  | 469  | 496  |
|               | 1968 | 1982 | 1990 | 2006 | 2013 | 2015 | 2017 | 2019 | 2020 | 2022 |